# Holger Joos
Holger Joos (* 1972 in Biberach an der Riß) ist ein deutscher Drehbuchautor.

## Biografie
Joos sammelte erste Erfahrungen in den frühen 2000er Jahren als Kameraassistent bei internationalen Filmproduktionen und entschied sich dann für das Drehbuchschreiben. Seit 2003 arbeitet er als Drehbuchautor. So schrieb er 2005 das Drehbuch für den deutschen Psychothriller Hölle im Kopf mit Heino Ferch. In den Folgejahren war er vor allem für die Tatort- sowie die Donna Leon-Reihe tätig. Für das Psychodrama Ein offener Käfig wurde er 2014 mit dem Autorenpreis Ludwigshafen ausgezeichnet.
Joos ist verheiratet und Vater zweier Söhne. Er lebte mehrere Jahre in München und mittlerweile in Frankfurt-Riedberg.

## Filmografie
- 2005: Hölle im Kopf
- 2006: Donna Leon – Endstation Venedig
- 2008: Donna Leon – Die dunkle Stunde der Serenissima
- 2008: Donna Leon – Blutige Steine
- 2009: Donna Leon – Wie durch ein dunkles Glas
- 2012: Ganz der Papa
- 2012: Donna Leon – Schöner Schein
- 2013: Donna Leon – Auf Treu und Glauben
- 2014: In gefährlicher Nähe (auch: Am Ende des Tages)
- 2014: Unter Anklage: Der Fall Harry Wörz
- 2014: Ein offener Käfig
- 2014: Tatort: Das verkaufte Lächeln
- 2016: Die Diplomatin – Das Botschaftsattentat
- 2016: Die Diplomatin – Entführung in Manila
- 2017: Tatort: Der Tod ist unser ganzes Leben
- 2018: Tatort: Freies Land
- 2018: Tatort: Blut
- 2020: Tatort: Unklare Lage
- 2022: In falschen Händen (Fernsehfilm)
- 2023: Die Whistleblowerin